# Le Soleil du nouveau monde
Le Soleil du nouveau monde (titre original : A Scattering of Jades) est un roman de science-fiction de l'écrivain américain Alexander C. Irvine publié en 2002 et traduit en français en 2006.
Ce roman a reçu le prix Locus du meilleur premier roman 2003.

## Résumé
Archie Prescott est journaliste au Herald de New York. Lors du Grand Incendie de la ville en 1835, il a perdu sa femme Helen et sa fille Jane. Ce qu'il ne sait pas, c'est que Jane a survécu, enlevée par Lupita, une sorcière mexicaine, pour le compte de Riley Steen, qui compte la sacrifier aux dieux aztèques le jour de ses 12 ans. Mais quelques années plus tard, Jane réussit à s'enfuir de la roulotte de Steen et à rejoindre New York où elle retrouve son père. Celui-ci ne croit cependant pas qu'elle soit sa fille. 
En 1842, Archie Prescott est un journaliste qui a de la misère à rejoindre les deux bouts. Un jour du mois de décembre, l'un de ses anciens voisins, Mike Dunn, lui dit de se rendre près du Musée américain de Barnum où il est censé se produire quelque chose. Prescott s'y rend et, caché, il voit Riley Steen et des membres du gang des Lapins Noirs attendre devant l'entrée du Musée. Pris sur le fait, il se réfugie dans le musée où il assiste à la résurrection et à la fuite d'une momie mexicaine. Pour une raison indéfinissable, Steen voulait s'emparer de la momie mais il a échoué. Prescott est fait prisonnier par les Lapins Noirs qui le laissent pour mort dans une vieille brasserie.
La momie, elle, avait été découverte dans la Caverne du Mammouth dans le Kentucky. Steen l'avait acheté au propriétaire de la caverne puis l'avait vendu à Phineas Taylor Barnum pour s'en emparer le jour de sa résurrection.
Archie Prescott reste dans le coma presque trois semaines avant de se réveiller dans le courant de janvier 1843. Entre-temps, vu sa disparition, il a perdu son logement et son emploi. William Wilson, l'écrivain qui lui a sauvé la vie, lui trouve du travail chez Belinda, la propriétaire d'un saloon à New York. Depuis la rencontre avec la momie, Prescott souffre de cauchemars. Il rencontre Barnum pour avoir de plus amples explications. Celui-ci lui affirme que Riley Steen veut contrôler la momie (appelée le chacmool) pour pouvoir régner sur un nouvel empire le jour où le Sixième Soleil sera créé le 3 avril prochain. Prescott décide d'affronter de nouveau le chacmool. Il apprend, en mars, par des enfants qu'il est parti pour Philadelphie et qu'il se dirige probablement vers Louisville. Prescott décide de l'intercepter. La fillette qui se dit sa fille décide de le suivre car elle espère toujours  être reconnue par son père. Elle ne tarde pas à être enlevée par des hommes de main de Steen -Les Lapins Noirs - qui la lui emmènent. 
Après Philadelphie, Prescott se dirige donc vers Louisville. Le chacmool tente de le ralentir et il est blessé lors d'un accident, Il apprend bientôt que sa fille Jane est toujours vivante, qu'elle est aux mains de ses ennemis et qu'elle doit être sacrifiée à d'anciens dieux aztèques le 3 avril prochain.
À Louisville, le chacmool s'empare de Jane (qu'il appelle Nanahuatzin) et arrache les deux yeux à Steen  car le but de celui-ci était de diriger l'empire qui serait créé après le sacrifice de la petite fille réduisant le rôle de la momie à celui de grand prêtre. Puis il part pour la Caverne du Mammouth où il confie la garde de Jane à Stephen Bishop, le guide qu'il l'a découvert en septembre.
Archie arrive à son tour à Louisville. Steen, toujours vivant, s'offre comme compagnon de voyage jusqu'à l'arrivée à la caverne. Arrivés à destination, Steen quitte Prescott en se dirigeant précipitamment vers la caverne. Prescott s'offre Stephen comme guide sans savoir qu'il est le gardien de sa fille. Rendez-vous est pris pour le lendemain matin, 1er avril, pour la visite de la caverne.
Le chacmool a promis la liberté à Stephen s'il tuait Prescott. Plutôt que de le tuer, il le laisse sans lumière loin dans la caverne. Le lendemain, 2 avril, il emmène Jane au chacmool. Puis, pris de remords, il va chercher Prescott et l'emmène au lieu du sacrifice. Prescott a dû auparavant affronter de nouveau Steen qui est mort dans le combat. Puis, grâce à la magie aztèque, il parvient à sauver Jane et à neutraliser le chacmool.

## Les personnages
Archie Prescott : mari d'Helen et père de Jane. Journaliste au Herald. Tente de percer le mystère du chacmool puis tente de sauver sa fille du sacrifice que veulent lui imposer Riley Steel et le chacmool.
Riley Steel : surnommé Grand Chapeau. Au début du XIXe siècle, il a participé à un complot visant à l'invasion du Mexique par des troupes payées par Aaron Burr. Fait enlever Jane Prescott pour la sacrifier à des dieux aztèques qui lui permettraient d'être à la tête d'un empire qui engloberait le Mexique, les États-Unis et le Canada.
Jane Prescott : fille d'Archie Prescott qui la croit morte tuée dans un incendie à New York en 1835. En réalité, elle a été enlevée par Riley Steen pour être donnée en sacrifice à un dieu aztèque. Plus tard, elle réussit à s'enfuir et rejoint New York. Se présente à son père qui ne la reconnait pas.
Le chacmool : c'est le nom donné à la momie trouvée dans la Caverne du Mammouth et ressuscitée dans le musée Barnum deux mois plus tard. Il désire le sacrifice de la fille de Prescott (Nanahuazin) afin que naisse un nouveau monde et qu'il vive éternellement.
Lupita : sorcière. Elle enlève Jane Prescott pour la sacrifier à des dieux aztèques. Tuée par Riley Steen car elle refuse de la retrouver après qu'elle s'est sauvée. 
James Gordon Bennett : propriétaire du Herald.
Udo : ami d'Archie Prescott.
Stephen Bishop : esclave du docteur Croghan. Guide de la Caverne du Mammouth.
Tattersfield : professeur anglais, touriste. Il visite la Caverne du Mammouth.
docteur John Croghan :propriétaire de la Caverne du Mammouth.
Phineas Taylor Barnum : propriétaire du musée Barnum à New York. A déjà été employeur de Riley Steen et de John Diamond.
Mat Bishop : frère de Stephen. Esclave de Croghan.
Nick Bransford : esclave de Croghan.
John Diamond : danseur au Grand Théâtre Musical et Scientifique de Barnum. Riley Steen l'assassine mais il réussit à s'en tirer en devenant un mort-vivant. Aide Prescott de diverses manières. 
Royce McDougall : membre du gang new yorkais Les Lapins Noirs.
Charlie : membre du gang Les Lapins Noirs. Surnommé le Nabot. Le chacmool le tue et en fait un mort-vivant.
Mike Dunn : Irlandais, ancien voisin d'Archie Prescott. A travaillé pour Steen.
William Wilson : publie un magaqzine. Sauve la vie de Prescott.
Ambrose Winkler : sergent de police à New York. Travaille pour Riley Steen.
Belinda : elle tient un saloon à New York. Prescott trouve un emploi chez elle après qu'il a perdu son travail au Herald.
Maskansisil : Indien Lenape qui sait affronter le chacmool avec succès. 
Delbert Gatty : capitaine de la marine marchande sur l'Ohio. Engage Prescott comme matelot.
Rufus : marinier au service de Delbert Gatty.
Milt Crowe : capitaine de la marine marchande sur l'Ohio.
Pierre Daigle : Canadien français qui va s'établir en Oregon avec sa famille.